# Museum für angewandte Kunst
Il Museo delle arti applicate (in tedesco: Museum für angewandte Kunst, da qui conosciuto anche con l'acronimo "MAK") è uno storico e prestigioso museo situato a Vienna, sulla celebre Ringstraße.
L'edificio fu eretto nel 1871. Dal 2004, il museo è illuminato di sera dall'installazione permanente all'aperto "MAKlite", opera dell'artista internazionale di land art James Turrell.
Nel 2015 il MAK è stato il primo museo ad acquistare un'opera d'arte (lo screensaver di van den Dorpel "Event listeners") con Bitcoins.
Con oltre 300.000 pezzi accessibili online, il MAK ha la più grande collezione online di tutti i musei federali austriaci.
Durante la visita al museo, l'audioguida può essere utilizzata come app Web su un telefono cellulare.

## Storia
Venne fondato nel 1863 come museo per l'arte e l'industria. Successivamente, nel 1867 accanto all'edificio del museo si costituì la Scuola di artigianato (oggi Università di arti applicate, Universität für angewandte Kunst Wien), e la formazione teorica e pratica vennero così unificate. A partire dal 1986 la politica museale si è notevolmente diversificata sotto la direzione di Peter Noever, postando il baricentro sulla collezione di opere dei vari movimenti artistici e architettonici succedutisi negli anni. Nel 1993 il museo è stato restaurato e ampliato, ogni sala è stata modernizzata.

## Collezione
Il Museo custodisce mobili e arredi (manufatti in vetro, porcellana, tessuto, legno e metalli preziosi) realizzati dal Medioevo all'epoca contemporanea (non mancano artisti di prestigio quali Donald Judd, James Turrell, Gordon Matta-Clark), oltre che modelli in scala di edifici realizzati da architetti contemporanei.
Seguendo un criterio funzionale, la collezione è suddivisa in differenti parti:
- La collezione di esposizione si compone di opere artigianali ordinate cronologicamente e in base alla loro origine. Tra le opere importanti è opportuno menzionare i mobili della Wiener Werkstätte, le sedie delle aziende Thonet e Kohn, i disegni di Gustav Klimt per un fregio musivo per il Palazzo Stoclet a Bruxelles, la stanza in porcellana di Palazzo Dubsky a Brno realizzata da Claudius Innocentius du Paquier, vetri veneziani, porcellane, tappeti e opere di oreficerie.

- La collezione di studio invece è costituita da manufatti artigianali categorizzati in base al loro materiale e alla loro funzione. Le opere più importanti sono oggetti di stampa artistica giapponese/Ukiyo-e e la "Frankfurter Küche" ("cucina di Francoforte") della architetta viennese Margarete Schütte-Lihotzky che ha rivoluzionato i principi del funzionalismo.

Nel seminterrato sono esposte le collezioni individuali. Il resto dello spazio espositivo è occupato da mostre temporanee. Al pianterreno sono esposte la maggior parte delle collezioni permanenti, mentre al primo piano sono esposte le opere appartenenti alla Wiener Werkstätte. Il secondo piano, invece, è dedicato all'architettura ed al design contemporanei.
La biblioteca del MAK è dedicata alla letteratura sulle arti applicate dal Cinquecento fino ad oggi, e gestisce una collezione di manoscritti, stampe, foto e acquarelli dal Quattrocento fino ad oggi.
Inoltre il MAK offre al pubblico tramite MAK Sammlung online parzialmente la possibilità di libero accesso alla raccolta.

## Le sezioni staccate del MAK
- Vienna

MAK-deposito d'arte contemporanea - Torre contraerea all'interno dell'Arenbergpark (chiuso)
Geymüllerschlössel (Palazzo in stile Biedermeier)
Il MAK nello spazio urbano (sculture di artisti contemporanei in piazze pubbliche come "Lemurenköpfe" di Franz West)
- Repubblica Ceca

Museo Josef Hoffmann (casa di nascita e esposizione permanente sul architetto), Brtnice.
- Stati Uniti

MAK Center for Art and Architecture, Los Angeles.

## MAK digitale
L'offerta digitale del MAK è ampia. I dati relativi alle collezioni o le pubblicazioni interne vengono messi a disposizione per le attività di ricerca in modo trasparente e strumenti come MAK Digistories o MAK Blog forniscono informazioni su un'ampia varietà di argomenti. L'audioguida è fornita gratuitamente sotto forma di app.
- Collezione Online (oltre 300.000 risultati relativi a oggetti e persone)
  - MAK Pubblicazioni
- Storie
  - Blog MAK
  - MAK Digistories
  - MAK Design LAB
  - MAK Audioguida
  - Tour in 3D e storie su Gustav Klimt su Google Arts & Culture
  - Digital Life Literacy
- Giochi
  - World Wide Wonderland
  - MIX MAK
- Audio
  - MAK Nachdenkereien
- Video